# مونداكا

شعار البلدية

بلدية مونداكا (بالإسبانية: Mundaka)‏ هي بلدية تقع في مقاطعة بيسكاي, التي تقع في منطقة الباسك شمالي إسبانيا.

## توأمة
لمونداكا اتفاقيات توأمة مع:
- مجيك

## أعلام
- غريغوريو بلاسكو

## وصلات خارجية
- (بالإسبانية)